# Département de Constantine
Pour les articles homonymes, voir Constantine.
1848–1962
Entités précédentes :
- Beylik de Constantine

Entités suivantes :
- Bône (1955)
- Batna (1957)
- Sétif (1957)
- Bougie (1958-59)
- Constantine (1962)

Le département de Constantine est un des départements français d'Algérie, qui a existé entre 1848 et 1962. Il couvre la totalité ou une partie des wilayas algériennes actuelles de : Annaba ; Batna ; Béjaïa ; Biskra ; Bordj Bou Arréridj ; Constantine ; El Oued ; El Tarf ; Guelma ; Jijel ; Khenchela ; Mila ; M'Sila ; Oum El Bouaghi ; Skikda ; Souk Ahras ; Sétif et Tébessa.
Considérée comme une province française, l'Algérie fut départementalisée le 9 décembre 1848. Les départements créés à cette date étaient la zone civile des trois provinces  correspondant aux trois beyliks de l'État d'Alger récemment conquis. Par conséquent, la ville de Constantine fut faite préfecture du département portant son nom, couvrant alors tout l'est de l'Algérie. Les autres départements étaient le département d'Alger au centre du pays et le département d'Oran à l'ouest.
Les provinces d'Algérie furent totalement départementalisées au début de la IIIe République, et le département de Constantine couvrait alors environ 192 000 km2. Il fut divisé en plusieurs arrondissements, avec six sous-préfectures : Batna, Bône, Bougie, Guelma, Philippeville, Sétif.
Le département comportait encore à la fin du XIXe siècle un important territoire de commandement sous administration militaire, notamment dans sa partie saharienne. Lors de l'organisation des Territoires du Sud, en 1905, le département fut réduit à leur profit à 87 578 km2, ce qui explique que le département de Constantine se limitait à ce qui est aujourd'hui le nord-est de l'Algérie.

## Réorganisation et indépendance

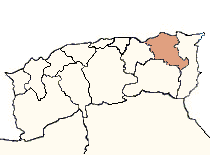
Le département de Constantine de 1956 à 1962.

Le 7 août 1955, le département de Constantine fut amputé de sa partie orientale, attribuée au nouveau département de Bône.
Le 28 janvier 1956, une réforme administrative visant à tenir compte de la forte croissance démographique qu'avait connue le pays amputa le 20 mai 1957, le département de ses régions occidentales et méridionales par la création de deux départements supplémentaires : le département de Sétif et le département de Batna.
Réduit à la région de Constantine et à sa côte, le nouveau département de Constantine couvrait alors 19 899 km2, était peuplé de 1 208 355 habitants, et possédait sept sous-préfectures : Aïn Beïda, Aïn M'lila, Collo, Djidjelli, El Milia, Mila et Philippeville. Une dernière modification lui fit perdre temporairement au nord, l'arrondissement de Djidjelli vers un éphémère département de Bougie, du 17 mars 1958 au 7 novembre 1959.
Maintenu après l'indépendance de l'Algérie dans son cadre géographique et ses fonctions administratives, tout en connaissant des réformes organiques et structurelles importantes dès août 1962, le département algérien de Constantine devint la wilaya de Constantine par une ordonnance de 1968.

## Liste des préfets
| Période           | Période           | Identité                                   | Fonction précédente | Observation |
| ----------------- | ----------------- | ------------------------------------------ | --- | --- |
| 8 février 1849    | 30 novembre 1849  | Ernest Carette                             | Directeur des affaires civiles de la province de Constantine | (Premier préfet de Constantine) Retourne dans les rangs de l'armée |
| 30 novembre 1849  | 9 mai 1852        | Paul de Soubeyran                          | Sous-préfet de Blida | Nommé préfet des Pyrénées-Orientales |
| 12 mai 1852       | 1er novembre 1853 | Désiré (dit Clodomir) de Chapelain         | Sous-préfet d'Alès | Remis à la disposition du ministre de l'intérieur |
| 1er novembre 1853 | 27 octobre 1858   | Alphonse Étienne Zæpffel                   | Secrétaire général du gouvernement de l'Algérie | Nommé directeur des affaires civiles de l'Algérie à Paris |
| 27 octobre 1858   | 12 décembre 1860  | Auguste de Toulgoët                        | Sous-préfet de Villefranche-de-Rouergue | En non-activité |
| 12 décembre 1860  | 5 septembre 1864  | Benoît Simon Lapaine                       | Chef du secrétariat du conseil supérieur de l'Algérie | Secrétaire général du gouvernement de l'Algérie |
| 5 septembre 1864  | 5 septembre 1870  | Jean-Charles Gustave de Toustain du Manoir | Conseiller rapporteur au conseil de gouvernement de l'Algérie | Sera nommé en mai 1872 préfet de l'Aveyron |
| 5 septembre 1870  | 27 décembre 1870  | Jacques Marcel Lucet                       | Avocat à Constantine | Élu député de Constantine |
| 27 décembre 1870  | 8 février 1871    | Adrien S.                                  | Conseiller de préfecture | (Intérim) |
| 27 décembre 1870  | 25 mai 1872       | Jean-Charles François Roussel-Despierre    | Avocat général à Lyon | Sera nommé préfet de l'Yonne |
| 25 mai 1872       | 8 juillet 1876    | Adrien Desclozeaux                         | Avocat à Aix | En disponibilité |
| 7 juillet 1876    | 13 juin 1878      | Robert René Le Barrois d'Orgeval           | Sous-préfet de Dieppe | En disponibilité |
| 13 juin 1878      | 19 février 1879   | Jules Martin Cambon                        | Officier d'ordonnance auprès du gouverneur général d'Algérie | (Frère de Pierre Paul Cambon) Nommé Secrétaire général de la préfecture de police |
| 25 mars 1879      | 30 mars 1881      | Gustave Constant Graux                     | Conseiller municipal de Paris | Sera nommé préfet du Lot |
| 30 mars 1881      | 12 juin 1882      | Eugène Doucin                              | Sous-préfet de Fontainebleau | Nommé préfet des Pyrénées-Orientales |
| 13 juin 1882      | 5 octobre 1884    | Jean Marie Guy Georges du Chaylard         | Sous-préfet de Lisieux (préfet de la Charente, non installé) | Nommé préfet des Hautes-Alpes |
| 5 octobre 1884    | 13 septembre 1893 | Jules Mengarduque                          | Sous-préfet de Saintes | Nommé préfet du Cher |
| 13 septembre 1893 | 7 janvier 1894    | Gustave Adolphe Henri Ducos                | Préfet de l'Ardèche | En disponibilité |
| 7 janvier 1894    | 21 janvier 1896   | Jean Émile Lascombes                       | Préfet des Deux-Sèvres | Appelé à d'autres fonctions |
| 21 janvier 1896   | 6 janvier 1897    | Paul Marie Humbert                         | Préfet de Tarn-et-Garonne | Appelé à d'autres fonctions. Sera ensuite nommé préfet du Loiret |
| 6 janvier 1897    | 26 septembre 1899 | Jean Marius Louis Dufoix                   | Préfet des Hautes-Alpes | Appelé à d'autres fonctions |
| 26 septembre 1899 | 9 septembre 1902  | Victor Michel Émile Marie Rault            | Sous-préfet de Douai | Nommé préfet d'Ille-et-Vilaine |
| 9 septembre 1902  | 3 novembre 1906   | Jean-Baptiste Marie Eugène Plantie         | Préfet de la Vendée | Retraite pour raison de santé |
| 3 novembre 1906   | 5 novembre 1908   | Jules Osmin Étienne Vergé                  | Sous-préfet d'Aix | Nommé préfet de la Corrèze |
| 5 novembre 1908   | 23 décembre 1911  | Jean-Baptiste Pierre Ferdinand Phelut      | Préfet de l'Hérault | Passe à la retraite |
| 23 décembre 1911  | 19 juin 1917      | Jean-Pierre Marie Ernest Seignouret        | Préfet d'Indre-et-Loire | Passe à la retraite |
| 19 juin 1917      | 6 février 1919    | Pierre Bordes                              | Préfet de la Sarthe | Nommé secrétaire général du gouvernement général de l'Algérie |
| 6 février 1919    | 22 octobre 1920   | Georges Clément Charles Duvernoy           | Préfet de Tarn-et-Garonne Préfet de l'Ardèche, non-installé | Nommé Chef de service des affaires algériennes au ministère |
| 22 octobre 1920   | 13 décembre 1927  | Jean Joseph Lamy-Boisroziers               | Préfet de Saône-et-Loire | 14 avril 1927 à la retraite, mais maintenu en fonction |
| 14 avril 1927     | non-installé      | Georges Édouard Alexandre Renard           | Directeur de Cabinet du ministre Albert Sarraut, directeur du personnel et de l'administration générale                                                             | Nommé Directeur de la sûreté générale |
| 13 décembre 1927  | 14 octobre 1933   | Fernand Carles                             | Préfet des Pyrénées-Orientales | Nommé préfet de la Moselle |
| 14 octobre 1933   | 11 mai 1934       | Philippe François Georges Taussac          | Préfet de Lot-et-Garonne | Passe à la retraite |
| 19 mai 1934       | 21 septembre 1935 | Jean Marie Francis Laban                   | Préfet de Lot-et-Garonne | Nommé préfet de la Loire |
| 21 septembre 1935 | 6 juin 1939       | René Eugène François Bouffet               | Adjoint au directeur du personnel et de l'administration générale ; chef du service de presse                                                                       | Nommé préfet de la Manche |
| 6 juin 1939       | 20 août 1940      | Henry Chavin                               | Préfet de la Haute-Vienne | Nommé Directeur général de la sûreté nationale |
| 20 août 1940      | non-installé      | Jacques Charles Adrien Chevreux            | Préfet de la Côte-d'Or | Non-installé, disponibilité, puis en janvier 1941 nommé préfet de la région de Clermont-Ferrand, préfet du Puy-de-Dôme. Sera en 1943 chargé de mission au cabinet du général de Gaulle |
| 26 septembre 1940 | 14 novembre 1941  | Max Bonnafous                              | Directeur de Cabinet du ministre de l'Intérieur Adrien Marquet | Nommé préfet de la région de Marseille, préfet des Bouches-du-Rhône |
| 14 novembre 1941  | 29 juillet 1943   | Louis Léon Alexandre Valin                 | Préfet de Vaucluse | Nommé Inspecteur général de l'administration en Algérie |
| 29 juillet 1943   | 1er juin 1944     | Marcellin Marie Louis Perillier            | Préfet d'Alger, détaché dans les fonctions de secrétaire général du commissariat à l'intérieur à Alger                                                              | Nommé préfet d'Alger |
| 1er juin 1944     | 17 août 1945      | André Marie Henri Lestrade-Carbonnel       | Inspecteur général de l'administration en Algérie | Passe à la retraite |
| 17 août 1945      | 17 septembre 1949 | René Jean Albert Petitbon                  | Préfet de l'Aube délégué dans les fonctions | Nommé Gouverneur des colonies |
| 17 septembre 1949 | 31 octobre 1951   | Maurice Papon                              | Préfet de la Corse | (1re période) Nommé secrétaire général de la préfecture de police; puis de 1954 à 1956 en service détaché à la disposition du ministre des affaires marocaines et tunisiennes          |
| 14 novembre 1951  | 10 juillet 1954   | Bernard Henri Lecornu                      | Préfet du Doubs | Nommé préfet d'Indre-et-Loire |
| 10 juillet 1954   | 2 mai 1956        | Pierre Robert Marcel Dupuch                | Conseiller technique auprès du résident de France en Tunisie | Nommé préfet de la Vienne non installé, puis nommé préfet de Meurthe-et-Moselle |
| 2 mai 1956        | 15 mars 1958      | Maurice Papon                              | En 1956 il est nommé secrétaire général du protectorat du Maroc, puis conseiller technique au cabinet du secrétaire d'État aux affaires algériennes Marcel Champeix | (2e période) Nommé préfet de police |
| 15 mars 1958      | 7 janvier 1959    | Jean Paul Marie Chapel                     | Préfet du Finistère | Nommé secrétaire général régional à Alger (Changement de titulature par loi de 7 janvier 1959)                                                                                         |
| 7 janvier 1959    | 19 février 1960   | Georges Etienne Max Emmanuel Moulins       | | (Préfet secrétaire général régional, puis préfet inspecteur général régional de Constantine (Changements de titulature))                                                               |
| 19 février 1960   | 22 février 1961   | Jean Daniel Charles Herrenschmidt          | Secrétaire général de l'ambassade de France à Rabat | Nommé préfet des Vosges |
| 22 février 1961   | 5 juillet 1962    | Mohand Mahdi ben Balah Belhaddad           | Préfet du département de Batna | (Dernier préfet de Constantine) Mis à la disposition du ministre d'État chargé des affaires algériennes                                                                                |

## Galerie

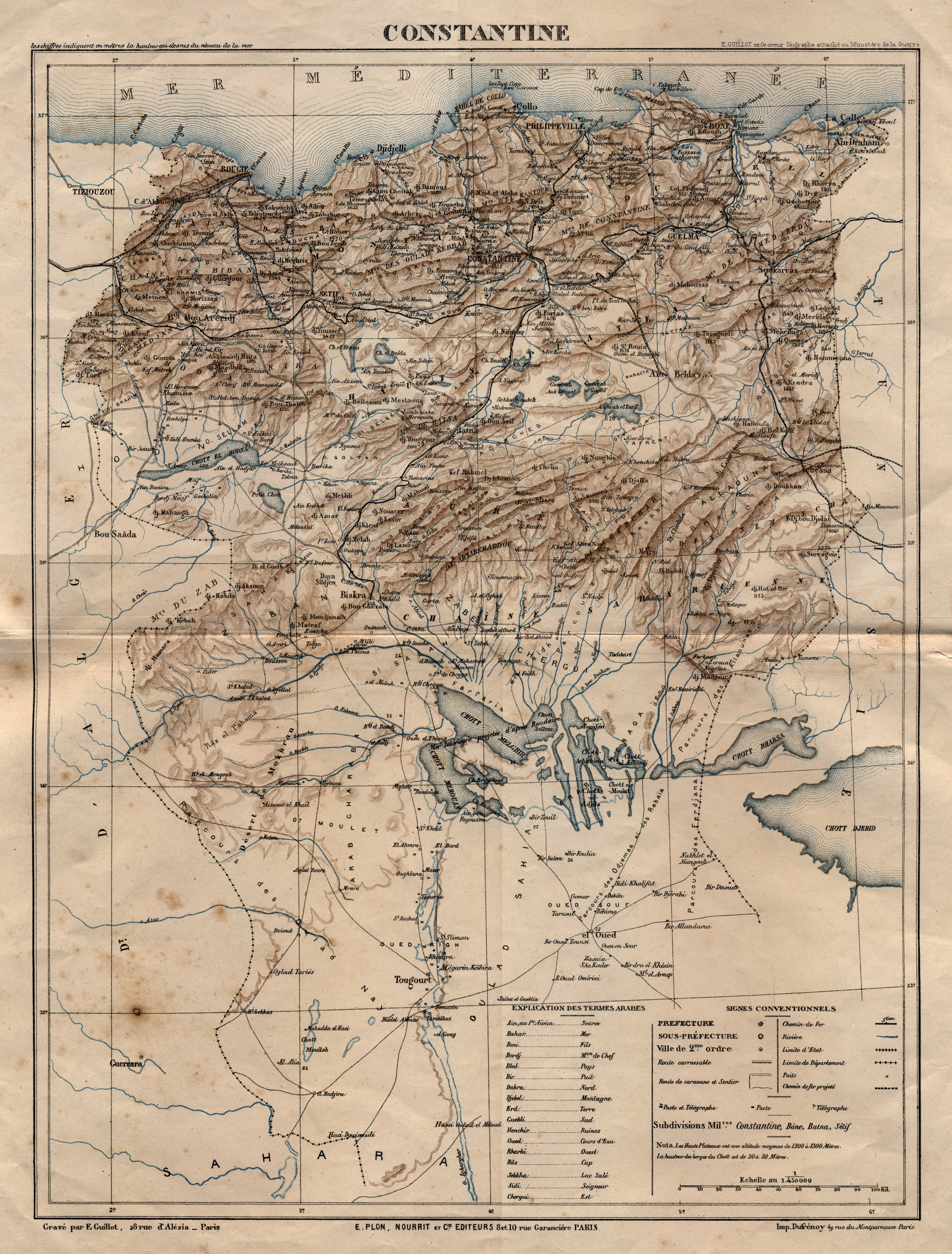
Département de Constantine, dans sa plus grande extension, de 1870 à 1905.
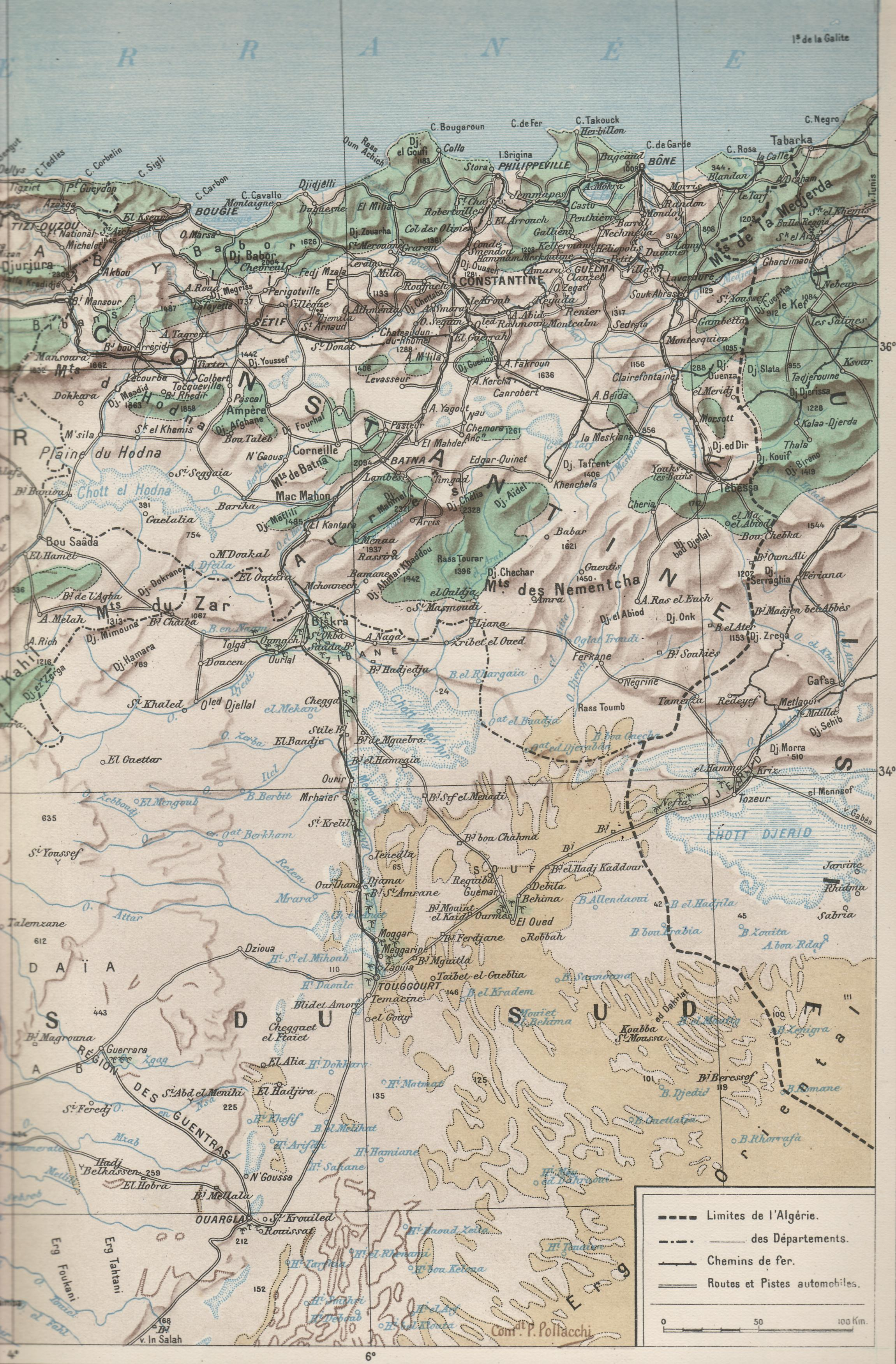
Département de Constantine et ses confins sahariens en 1930